# 新龍山駅
新龍山駅（シニョンサンえき）は大韓民国ソウル特別市龍山区漢江路2街にある、ソウル交通公社4号線の駅。駅番号は429。アモーレパシフィックという副駅名がある。

## 駅構造

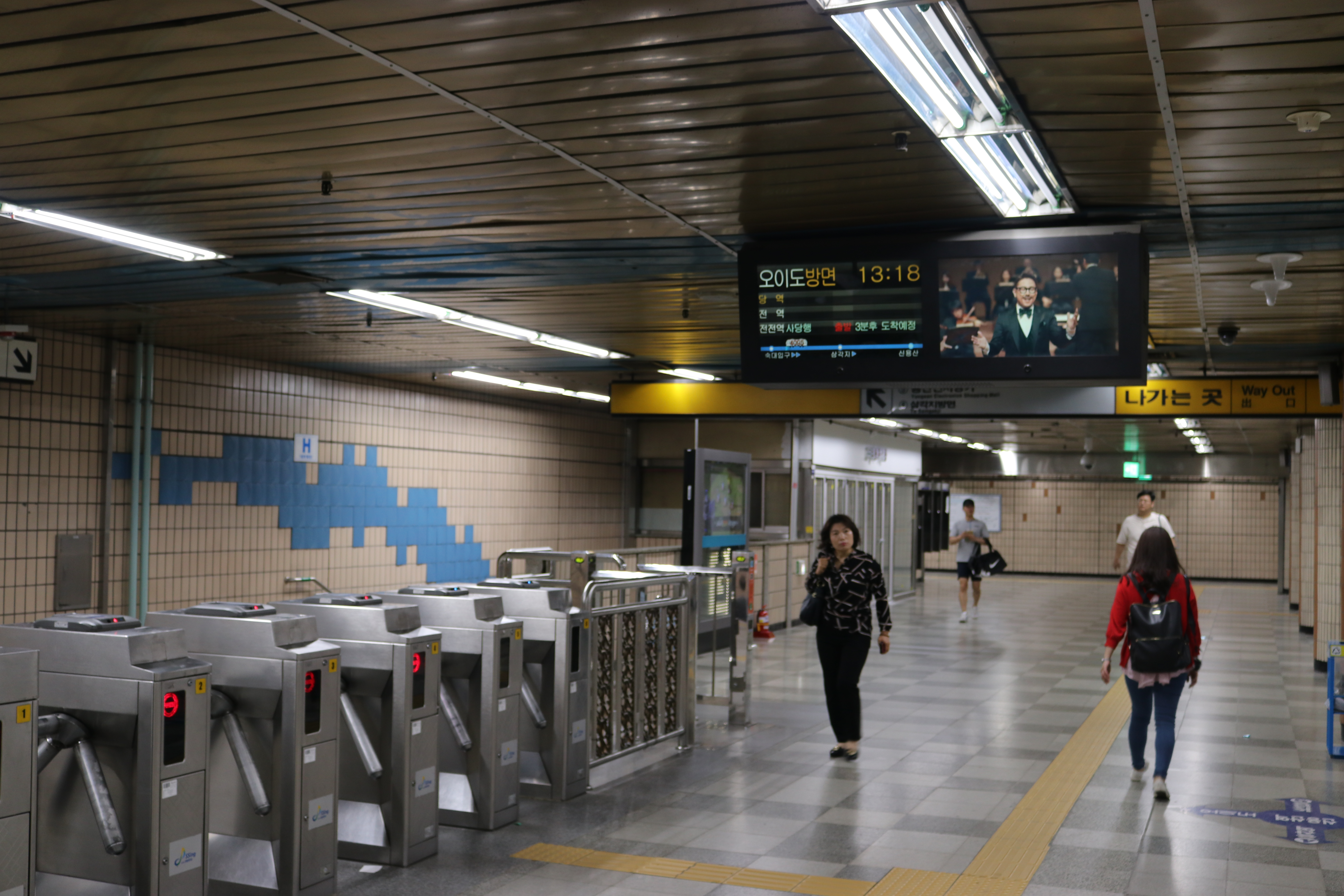
改札口（2017年）

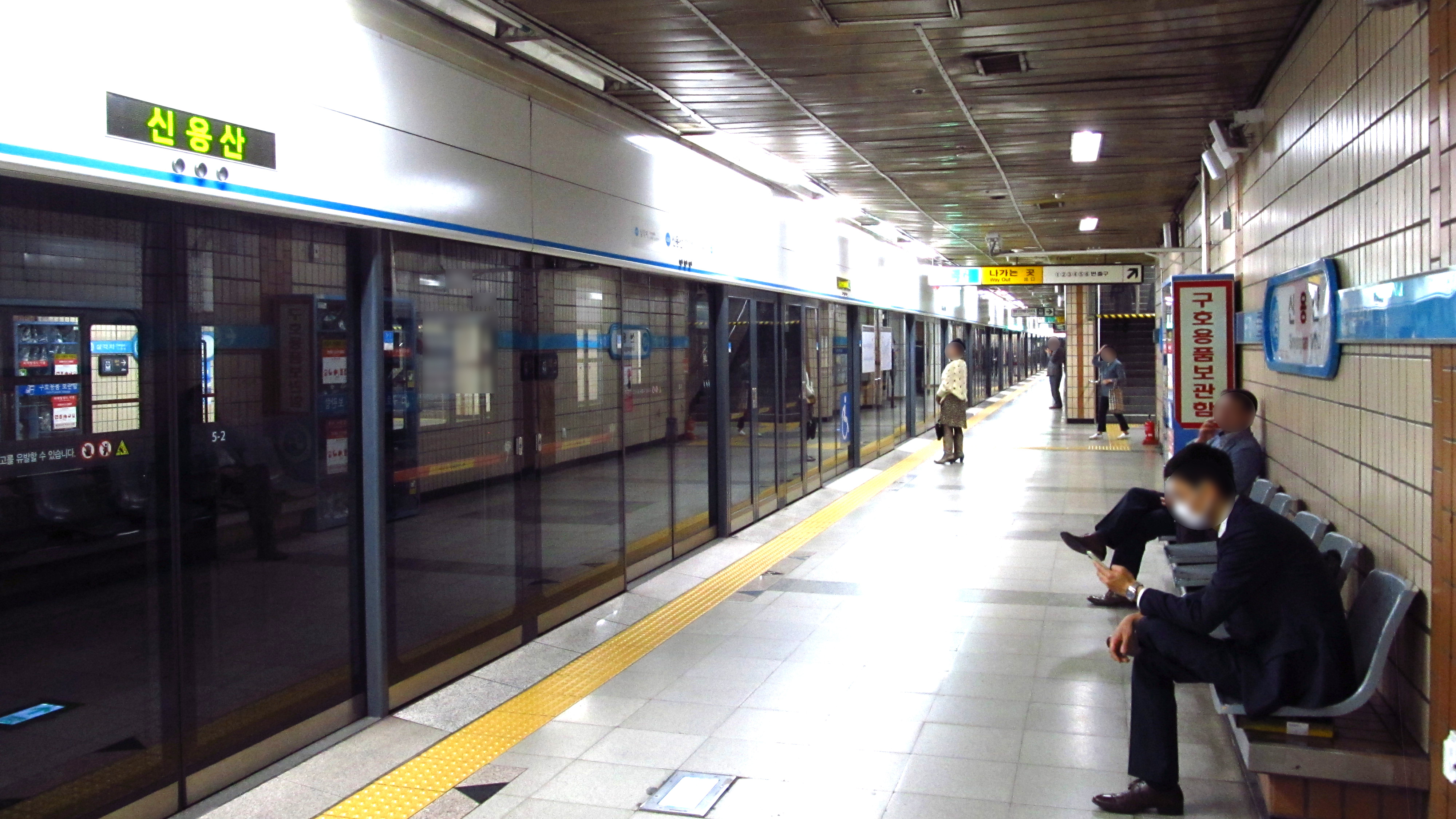
ホーム（2019年）

相対式ホーム2面2線を有する地下駅で、フルスクリーンタイプのホームドアが設置されている。
改札口は三角地側と二村側の2ヶ所あるが、どちらも上下ホーム別々に設置されており、改札内でのホーム間の移動はできない。改札階とホーム階を繋ぐエレベータは二村側の改札内にある。
化粧室は改札外に1ヶ所、出入口は1番から6番までの計6ヶ所ある。また、当駅と龍山電子商街を結ぶ「新龍山地下歩道」がある。

### のりば
のりばの番号は存在しない。
| 上り | 4号線 | ソウル駅・東大門・漢城大入口・仏岩山方面 |
| 下り | 4号線 | 舎堂・衿井・安山・烏耳島方面             |

## 利用状況
近年の一日平均利用人員推移は下記のとおり。
| 路線  | 路線     | 2000年 | 2001年 | 2002年 | 2003年 | 2004年 | 2005年 | 2006年 | 2007年 | 2008年 | 2009年 | 出典  |
| ----- | -------- | ------ | ------ | ------ | ------ | ------ | ------ | ------ | ------ | ------ | ------ | ----- |
| 4号線 | 乗車人員 | 17,165 | 17,615 | 17,384 | 17,313 | 17,587 | 18,606 | 18,790 | 18,073 | 16,984 | 15,833 | [ 1 ] |
| 4号線 | 降車人員 | 17,197 | 18,277 | 18,096 | 17,968 | 18,392 | 19,849 | 20,183 | 19,441 | 18,381 | 17,160 | [ 1 ] |
| 4号線 | 乗降人員 | 34,362 | 35,892 | 35,480 | 35,281 | 35,978 | 38,455 | 38,973 | 37,514 | 35,365 | 32,994 | [ 1 ] |
| 路線  | 路線     | 2010年 | 2011年 | 2012年 | 2013年 | 2014年 | 2015年 |        |        |        |        | [ 1 ] |
| 4号線 | 乗車人員 | 15,446 | 14,737 | 14,509 | 13,803 | 13,613 | 13,447 |        |        |        |        | [ 1 ] |
| 4号線 | 降車人員 | 16,708 | 15,958 | 15,561 | 14,838 | 14,539 | 14,324 |        |        |        |        | [ 1 ] |
| 4号線 | 乗降人員 | 32,154 | 30,695 | 30,070 | 28,641 | 28,153 | 27,771 |        |        |        |        | [ 1 ] |

## 駅周辺
- 龍山駅 - すぐそばにあるが乗り換え業務は行われていない。
- 龍山アイパーク
  - アイパークモール（朝鮮語版）
  - イーマート 龍山店
  - CGV 龍山
- 龍山イスポーツスタジアム
- 世界日報
- 龍山工業高等学校（朝鮮語版）
- ウリィ銀行漢江路支店
- 国民銀行漢江路支店
- NH農協銀行新龍山支店
- ハナ銀行新龍山支店
- 龍山電子商街
- 鉄道建設本部
- 漢江路洞（朝鮮語版）住民センター
- ソウル龍山郵便局（朝鮮語版）
- 龍山区民会館
- ソウル税務署（朝鮮語版）
- 龍山雇用安全センター
- ドラゴンヒルスパ

## 歴史
- 1985年10月18日 - 開業。

## 隣の駅
ソウル交通公社　
 4号線　
三角地駅 (428) - 新龍山駅 (429) - 二村駅 (430)　